# Костянтин Василь Острозький
Василь-Костянтин Острозький (також Василь Костянтин Острозький, бл. 2 лютого 1526 — між 23 та 29 лютого 1608) — український князь, військовий, політичний, культурний та релігійний діяч, магнат, меценат. Один із найзаможніших і найвпливовіших магнатів, сенатор Речі Посполитої, засновник Острозької академії. Син князя Костянтина Івановича Острозького. Був головою Київського воєводства протягом 49 років.

## Життєпис
Василь Острозький народився 2 лютого 1526 року або в один з наступних днів (йому мало виповнитися 15 років під час тижневих святкувань Громниць (Стрітення, 2 лютого за юліанським календарем) у 1541 році). Він був молодшим сином князя Костянтина Острозького (старший — Ілля) від другого шлюбу з князівною Олександрою Семенівною Слуцькою. На момент народження батьку Василя було більше 60 років. Походив з роду Острозьких — найбагатшого і найвпливовішого князівського роду тодішніх Білорусі та України XVI ст. — початку XVII ст.. Серед його предків генеалогічна традиція кінця XVI — початку XVII ст. називає Руса і давньоруських князів — Рюрика, Володимира Святославича, Ярослава Мудрого, також короля Данила.
Після смерті батька в 1530 році виховувався матір'ю в Турові. Молодим дістав гарну освіту, про що свідчить його листування та промови в сенаті. Після смерті в 1539 році старшого брата Іллі вступив у багаторічну боротьбу за батьківську спадщину, що тривала аж до 1574 року.
З середини 1540-х років в офіційних документах Василь Острозький починає іменуватися батьковим ім'ям — Костянтин. Залишившись фактично єдиним спадкоємцем свого багатого батька, отримав у володіння величезні маєтності на Волині, Київщині, Поділлі та Галичині, які давали щорічно прибуток понад 1 мільйон злотих. Костянтин Василь Острозький володів також значними земельними маєтками в Угорщині та Чехії.
У 18 років (1543—1544) розпочав військову службу під керівництвом маршалка Волинської землі князя Федора Санґушка. Політичну кар'єру почав 1550 року, отримавши від великого князя Литовського посаду старости Володимирського і маршалка Волинського. Найкращий захисник від татарських нападів після смерті батька.
У 1559 році К. В. Острозький став воєводою київським, що значно сприяло посиленню його впливу на політичне життя України. Не прагнучи військової слави, проводив енергійну колонізаторську політику в порубіжних землях Київщини та Брацлавщини, засновуючи нові міста, замки та слободи. Економічна потужність маєтностей княжого роду та його неабиякий політичний вплив швидко робить Костянтина Василя Острозького «некоронованим королем Русі», що проводить відносно незалежну політику в руських землях. У 1560-х роках Острозький виступав за рівноправне входження Русі до складу державного утворення Речі Посполитої.
1569 року став сенатором. Був фактичним провідником Русі-України під час Люблінської унії 1569 року, підписав її.
1572 року згасла династія Ягеллонів — Костянтин Василь Острозький в 1573—1574 роках був одним з можливих кандидатів на польський престол, чию кандидатуру підтримувала і Османська імперія (цьому завадило те, що вважався «вождем схизматиків»), згодом і на московський — після смерті останнього Рюриковича царя Федора I Івановича, в 1598 через спорідненість з московськими Рюриковичами.
У 1574 році переніс князівську резиденцію з Дубна до Острога, де розпочалася перебудова Острозького замку під керівництвом італійського архітектора П'єтро Сперендіо.
У вересні 1574 року мав суперечку з Єжи Язловецьким.
1579 року замок і місто Чернігів намагались здобути частини війська короля Стефана Баторія під командуванням князів К. В. Острозького та Михайла Вишневецького. Взяти не змогли, тому підпалили.
13 липня 1598 року Юрій Римінський підтверджує, що села Будораж, Буще, Півче, Воля, новоосажене с. Борщівка і с. Мізоч Малий, які захопив київський воєвода кн. Костянтин Острозький, належать Луцькій та Острозькій єпископії. 14 липня 1598 року волинський каштелян Михайло Мишко Варковський на прохання будоразького урядника луцького і острозького єпископа Кирила Терлецького підтверджує, що села Будораж, Буще, Півче, Воля, новоосаджене с. Боорщівка, с. Мізоч Малий, які захопив київський воєвода кн. Костянтин Острозький, здавна належать Луцькій та Острозькій єпископії. 26 квітня 1600 року Сигізмунд III за скаргою луцького та острозького єпископа Кирила Терлецького і капітули луцької церкви св. Йоана Богослова, викликає до королівського суду київського воєводу кн. Костянтина Острозького, який відібрав у Луцької і Острозької єпископії двір в с. Точивєки і завдав їй збитків у 4000 кіп литовських грошів.
15 (18) жовтня 1592 року отримав свідоцтво Сейму щодо попередження ним урядників Речі Посполитої про занепад та руйнування укріплень Києва, Білої Церкви, зокрема, що замки в містах знаходяться «у вкрай незадовільному стані».
1594 року зять Христофор Перун Радзивілл подав позов на нього від імені дружини та свого старшого сина через різні погляди на спадок, який задовільнив земський суд у Слонімі. Перед її розглядом в Коронному трибуналі 24 серпня 1594 року уклав з тестем угоду, за якою Радзивілли отримували, зокрема, Глуськ, Тернопіль, права на Копись.
У латинській катедрі Тарнова коштом князя К. В. Острозького було встановлено наприкінці XVI ст. виготовлений скульптором Паллавіні надгробок батьку Янові-Аморові (верхній ярус) та сину Янові Криштофові (нижній) Тарновським.

### Ставлення до українського козацтва
Ставлення до українського козацтва було своєрідним; розуміючи важливе стратегічне значення Запорозької Січі як форпосту проти османо-татарської небезпеки, намагався підтримувати з козаками партнерські стосунки, зокрема, приймаючи їх на службу.
У 1578 році за наказом короля Стефана Баторія очолив невдалий каральний похід супроти Війська Запорозького Низового.
На початку 1590-х років К. В. Острозький вороже поставився до назріваючих козацьких заворушень, які загрожували розгалуженим земельним володінням князівського роду. Під час козацького повстання Криштофа (Христофора) Косинського у 1591—1593 роках, незважаючи на ряд невдач, військо, зібране Костянтином Острозьким, у вирішальній битві під П'яткою завдало нищівної поразки повстанцям. Симон Пекалід в хвалебній поемі «Острозька війна» засвідчив м'яке ставлення Костянтина Острозького до переможених. Князь обмежився лише вимогою публічного покаяння і присяги козацького ватажка перед родом Острозьких — можна пояснити тим, що Криштоф Косинський (згідно з тогочасними джерелами) був родичем князів Острозьких.
К. В. Острозький виступив рішуче проти повстання Северина Наливайка у 1594—1596 роках. Польський дослідник Веслав Маєвський вказує на свідчення С. Наливайка від 9 квітня 1597 року, що К. В. Острозький мав з ним контакти з намірами рокошу. Князь характеризував його як лиходія (1595), неправдоподібно, щоб він інспірував повстання, бо у 1596 році повстанці пустошили його маєтки, але війська проти не вислав, захищав людей, пов'язаних з повстанням, весною 1596 року в його ескорті були відверті симпатики Наливайка.

### Позиція Костянтина Василя Острозького в релігійній сфері
У перший день великого посту замикався в Дубенському монастирі, знімав панські шати, переодягався у скромний одяг, постив та молився не один день та ніч.
Гідний продовжувач справи свого батька; ретельно дбав про українське православ'я. За нього Острог — один із двох титулярних центрів єпархії Східної Волині — стає центром православної духовності. Відзначаючись релігійною толерантністю, Костянтин Василь Острозький цікавився творами католицьких богословів, певний час знаходився під впливом протестантизму. 20 жовтня 1592 року король Сигізмунд III Ваза видав йому привілей виступати захисником прав Руської Церкви і висувати кандидатів на спорожнілі єпископські уряди (посади).
Характерним було ставлення його до актуального на той час питання об'єднання католиків і православних. Виступивши спочатку на підтримку такого об'єднання (надав кошти Іпатію Потію для поїздки до Риму), Костянтин Василь Острозький волів тримати процес під повним власним контролем. Тому, коли в 1594—1596 роках частина духовенства здійснила спробу укласти церковну унію, оминаючи князя, він виступив її рішучим супротивником, різко засуджуючи рішення Берестейського собору; не сподівався, що Іпатій Потій (давній і близький приятель князя), який завдяки його сприянню став єпископом Берестейським та Володимирським, буде опікуватись ввіреною паствою, а його самого буде вважати тільки овечкою, що потребує проводиря.

### Костянтин Василь Острозький і піднесення української культури
Княжіння К. В. Острозького позначилося неабияким піднесенням української культури та освіченості — було зумовлено намаганням князя зробити свою резиденцію центром культурного опору католицькій та унійній експансії. У володіннях Костянтина Василя Острозького культура на кілька десятиліть випередила політику; зневажена поляками православна Русь не хотіла бути «дурною Руссю». Навколо князівської резиденції в Острозі утворився гурток (академія) слов'янських та грецьких учених, публіцистів теологів та богословів, до якого входили Герасим Смотрицький, Василь Суразький, Христофор Філалет (Мартин Броневський), Емануїл Ахіллес, Лука Сербин, Кирило Лукаріс (майбутній Олександрійський та Константинопольський патріарх), Никифор Парасхес Кантакузен, Клірик Острозький, Зизаній Тустановський, Дем'ян Наливайко та інші.
За сприяння Костянтина Василя Острозького в Острозі була зібрана велика бібліотека, яка включала в себе грецьку та західноєвропейську богословську літературу, передруки античних творів, словники, космографії, граматики та інше.
В 1575 році запросив переслідуваного Івана Федорова для організації друкарні у князівській резиденції. Завдяки острозькій друкарні світ побачило більше 20 видань, в тому числі перший повний текст Біблії слов'янською мовою 1580 року («Острозька Біблія»).
Близько 1576 року при академії почав діяти навчальний заклад «Острозька академія», де окрім низки традиційних на той час точних та гуманітарних дисциплін, вперше паралельно викладалися латинська, грецька та церковнослов'янська граматики. Досвід та програма острозької школи були запозичені Львівською, Луцькою та іншими братськими школами. Засновник шкіл у Турові в 1572 році, Володимирі-Волинському у 1577 році, Острозької академії у 1576 році і друкарні в Острозі близько 1577 року. При Богоявленській замковій церкві (мала статус кафедрального собору, один з найзначніших православних храмів того часу) виникла власна іконописна традиція. Кілька острозьких ікон, написаних в той час, вважаються шедеврами православного іконопису.
Спричинився до розбудови Межиріцького монастиря: вали, Заславська та Дубенська (не збереглась) брами.
Михайло Грушевський назвав діяльність К. В. Острозького «першим національним відродженням України».

### Останні роки княжіння
Поступово відійшов від участі в політичному і культурному житті країни, доживав у Дубенському замку. Збайдужіння Костянтина Острозького до людських справ негативно позначилося на діяльності академії Острога, яка на початку XVII ст. поступово занепадає.
Помер між 23 лютого (дата листа про те, що князь при смерті) та 29 лютого 1608 року  (дата смерті за низкою джерел) в м. Острог. 27 квітня 1608 року був похований у крипті Богоявленської церкви Острога.

## Сім'я

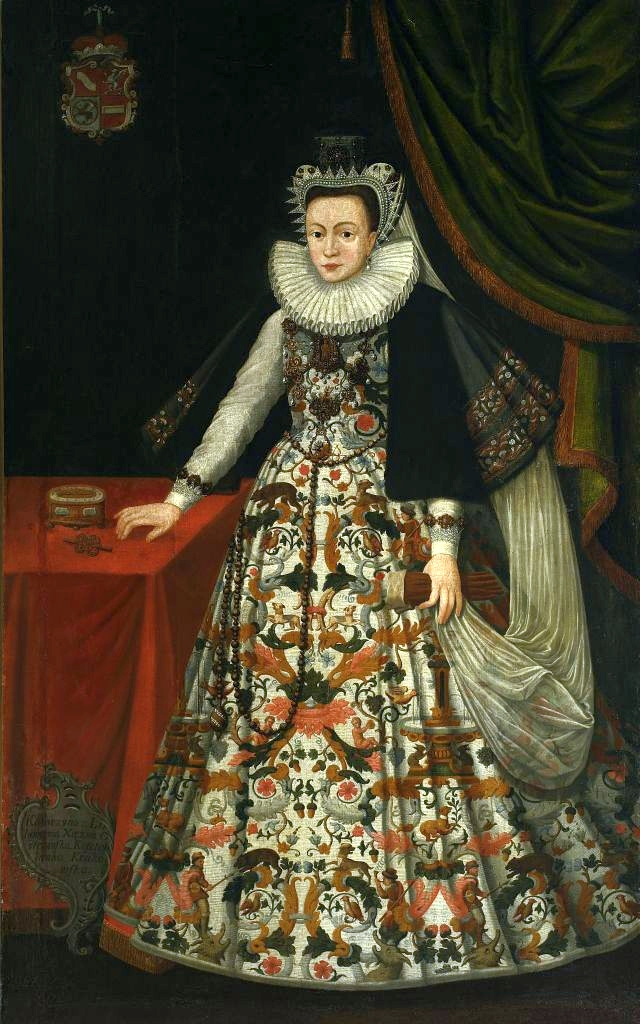
Катерина (Радзивілл)

У січні 1553 року одружився із Софією з Тарновських гербу Леліва — донькою Яна-Амора Тарновського, майбутнього великого коронного гетьмана. Діти:
- Костянтин — крайчий литовський, староста володимирський[27], підчаший литовський, був одружений з Олександрою Тишкевич (її другий шлюб, третій чоловік — староста снятинський, сокальський Миколай Язловецький[28]
- Януш — останній представник роду
- Олександр — волинський воєвода
- Єлизавета — дружина Яна Кишки[17], Христофора «Перуна» Радзивілла[29]
- Катерина Анна[28] — дружина Христофора Перуна Радзивілла[27].

## Власність
Наприкінці XVI ст. Костянтин Василь Острозький був найбільшим після короля землевласником Речі Посполитої: йому належало 80 містечок, 40 замків і 2760 сіл. Річний прибуток князя перевищував 19 мільйонів злотих, тобто понад 50 тонн золота щорічно. Кошти князівська скарбниця переважно отримувала від оренда мита, а також мала надходження із замкових сіл.
Зокрема, йому належав Тернопіль, який отримав як віно дружини Софії з Тарновських в 1567 році. Він видав 3 грамоти для тернопільських міщан (1570 року, 1593 року) про створення церковно-добродійного братства (згодом «Фундація Костянтина князя Острозького»), виділення йому 235 моргів і 1463 сажнів поля для утримання шпиталю вбогих міщан православного віровизнання; утримання братством школи зі слов'яно-руською мовою навчання, про будівництво Церкви Різдва Христового.
Після поділу з братовою Беатою отримав переважну частину спадку на Волині: Дубно, Степань, Дорогобуж, Крупу (пол. Krupę), Здовбицю, Звягель, Чуднів, Старокостянтинів, Острополь, Кузьмин. По її смерті та отримання запису від братаниці Гальшки отримав Острог, Рівне, Жарнове, Сульжинці, Колодне, Красилів, Полонне, Чернігів. Скуплені головно в Луцькому та Крем'янецькому повітах маєтки площею сягали ледь не половини Волинського воєводства. По батькові отримав також Романів, села Несолонь, Підлуби, Бараші біля Звягеля. Купив Вільськ, Димер.

## Вшанування пам'яті

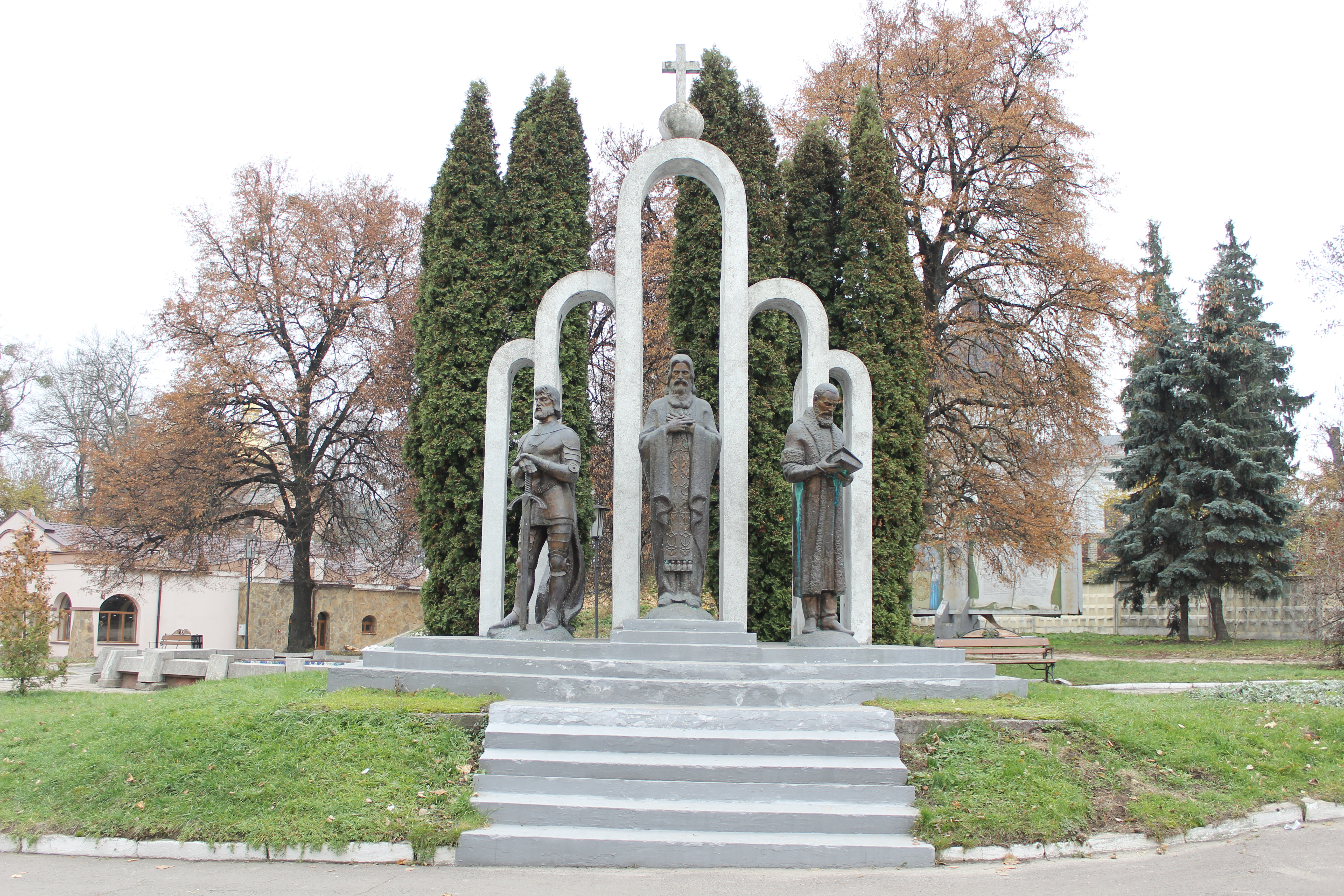
Пам'ятник князям Острозьким, Острог

Пам'ятник князю Острозькому в Старокостянтинові

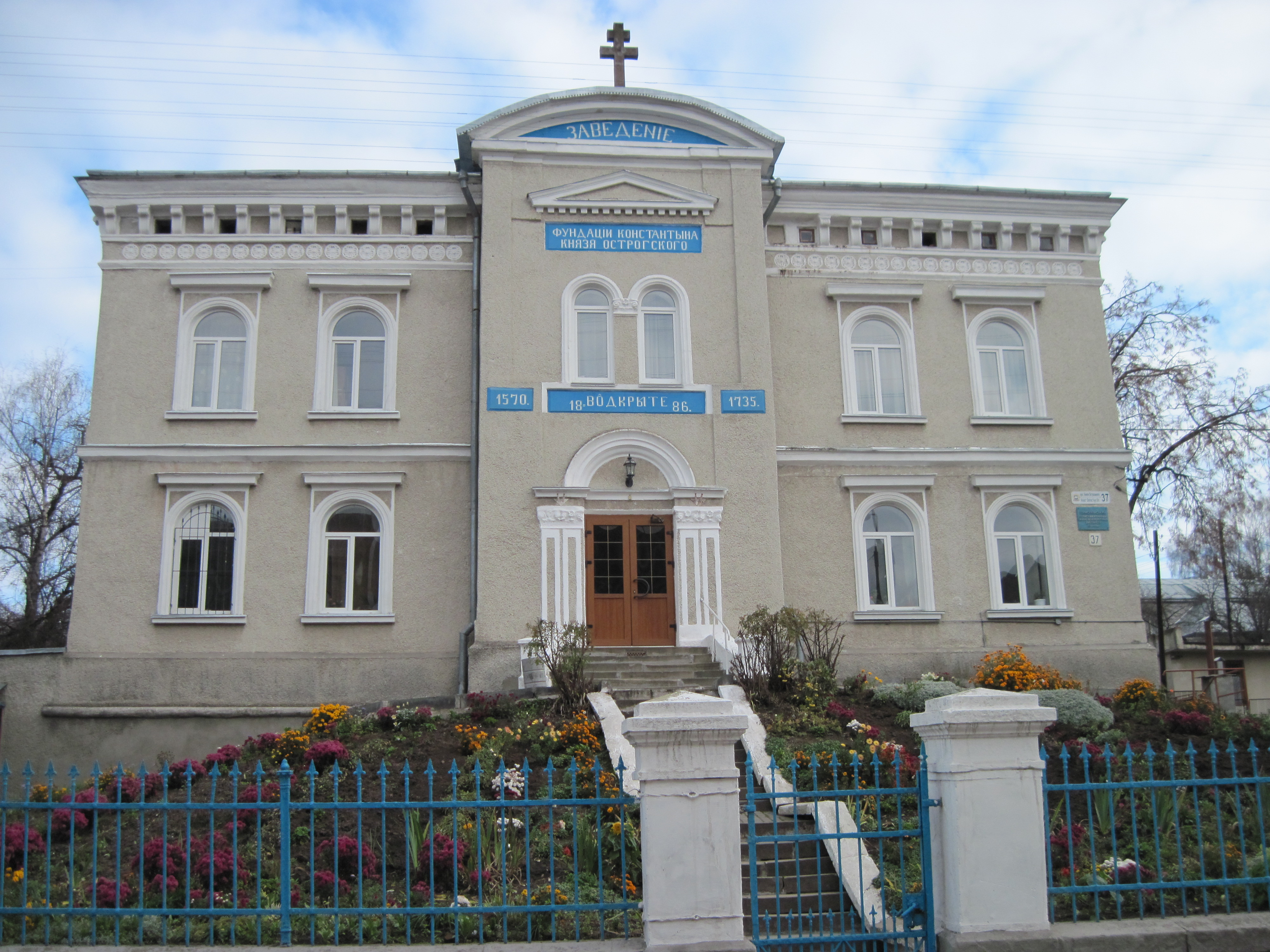
Будівля «Фундації Острозьких». Тернопіль

### Україна
- У місті Острозі Рівенської області в 2000 році був встановлений Пам'ятник князям Острозьким.
- У місті Старокостянтинові Хмельницької області був встановлений пам'ятник-ротонда на честь Костянтина Василя Острозького.
- У місті Полонному Хмельницької області на площі Тисячоліття серед бюстів історичних осіб в 2012 році був встановлений бюст Костянтина Василя Острозького.
- У місті Тернополі — вулиця Князя Острозького.
- У місті Луцьку — 1 червня 2013 року вулиця Краснодонців була перейменована на вулицю Князів Острозьких[33].
- У місті Житомирі — 19 лютого 2016 вулиця Шелушкова була перейменована на вулицю Князів Острозьких[34].
- У місті Рівному є вулиця Князя Острозького.
- У місті Старокостянинів є вулиця Острозького.
- У місті Красилів вулицю Островського перейменували на вулицю Костянтина Острозького.
- 8 вересня 2022 року Київрада перейменувала вулицю Московську на вулицю Князів Острозьких.

### Литва
- У Вільнюсі (Литва), за ініціативою Свято-Духового православного братства, в 1908 році закладено, а в 1913 році освячено храм-пам'ятник до 300-річчя Костянтина Василя Острозького.

### Польща
- У Білостоці засновано фонд князя Костянтина Василя Острозького.

### Білорусь
- 26 лютого 2008 року в Мінську, поруч з Петропавлівським собором був встановлений пам'ятний хрест на честь Костянтина Василя Острозького.
- 12 травня 2008 року в Бересті на території Брестської фортеці в честь князя був встановлений пам'ятний хрест.

## Канонізація
- Українська православна церква Київського патріархату на Помісному соборі 2008 року канонізувала князя як благовірного.